# Airspeed AS.51 Horsa

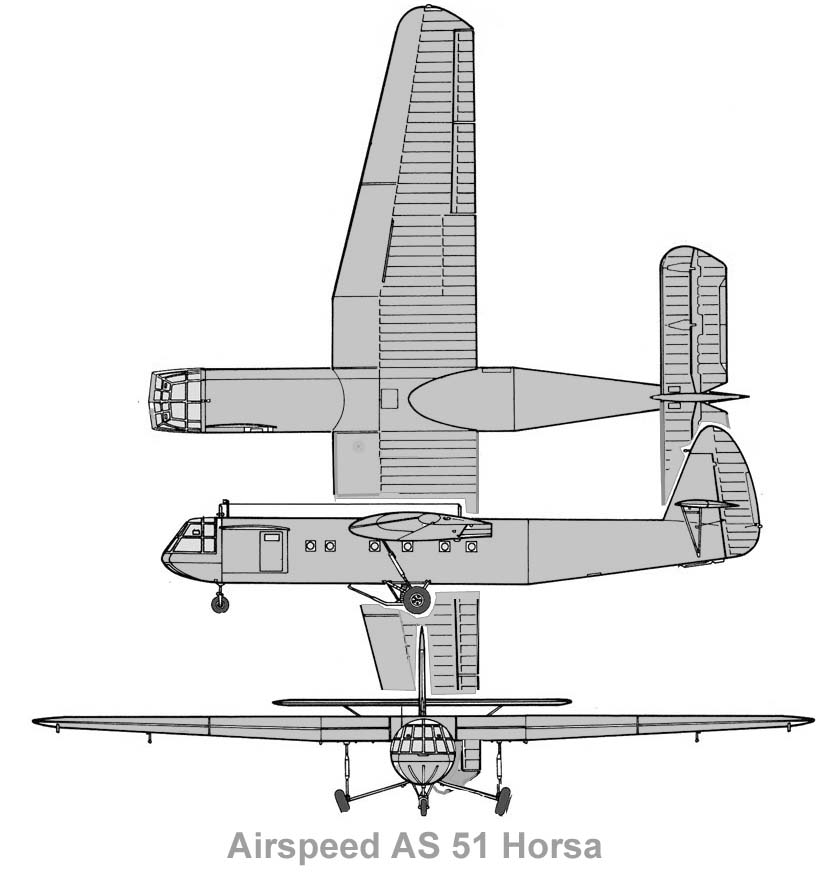
Airspeed AS.51 Horsa

El Airspeed AS.51 Horsa fue un planeador militar británico de la Segunda Guerra Mundial usado como transporte de tropas construido por Airspeed Limited y otros constructores, bajo licencia. El Horsa fue utilizado por el Ejército Británico y sus aliados para asaltos aéreos de tropas aerotransportadas. Se le bautizó como Horsa en honor al guerrero vikingo conquistador de Inglaterra en el siglo V.

## Desarrollo
Los alemanes fueron los primeros en utilizar las fuerzas aerotransportadas en combate, consiguiendo algunos éxitos durante la batalla de Francia en 1940. El mayor éxito de la Wehrmacht durante esta campaña tuvo lugar el asalto del Fuerte Eben-Emael en el Canal Alberto, Bélgica, mediante el uso de tropas transportadas en planeadores. Visto el exitoso resultado de estas operaciones especiales, los gobiernos de los países Aliados decidieron formar y entrenar unidades aerotransportadas. En junio de 1940 Reino Unido formó dos divisiones aerotransportadas, cuando el primer ministro Winston Churchill pidió al Departamento de Guerra (War Office) en un memorándum la creación de un cuerpo de 5000 paracaidistas. Estas dos divisiones tenían un número de soldados relativamente pequeño con respecto a las divisiones de infantería convencionales. Por su parte, los Estados Unidos comenzaron su programa de constituir su cuerpo aerotransportado en 1941.
Una vez comenzado el desarrollo del equipo para las fuerzas aerotransportadas, el Departamento de Guerra decidió que los planeadores militares serían el medio de transporte utilizado para desplegar tropas aerotransportadas en el campo de batalla. Como componente integral de estas operaciones se decidió que el planeador proyectado tendría que ser capaz de transportar a las tropas y a su propio equipo, incluyendo vehículos y armamento pesado. El 5 de noviembre de 1940 voló el primer prototipo del modelo General Aircraft Hotspur. Sin embargo, el diseño del Hotspur presentó varios problemas, siendo el principal su espacio de carga que no era capaz de llevar más de 8 soldados. Tácticamente resultó inviable, ya que las operaciones aerotransportadas de la Segunda Guerra Mundial necesitaban un despliegue muy alto de tropas (divisiones completas). Para transportar miles de soldados de una sola vez, se necesitarían un número muy elevado de planeadores Hotspur. Y lo que es peor: el mismo número de aviones remolcadores que tendrían que ser retirados de otras operaciones o fabricados. Una posible solución fue que cada avión remolcase dos planeadores en tándem pero fue desestimada al resultar una operación muy peligrosa cuando hubiese escasa visibilidad. De esta manera el Hotspur fue relegado a tareas de entrenamiento y continuó el desarrollo de otros proyectos de planeadores, incluyendo uno con 25 plazas que resultaría ser el Airspeed AS.51 Horsa.

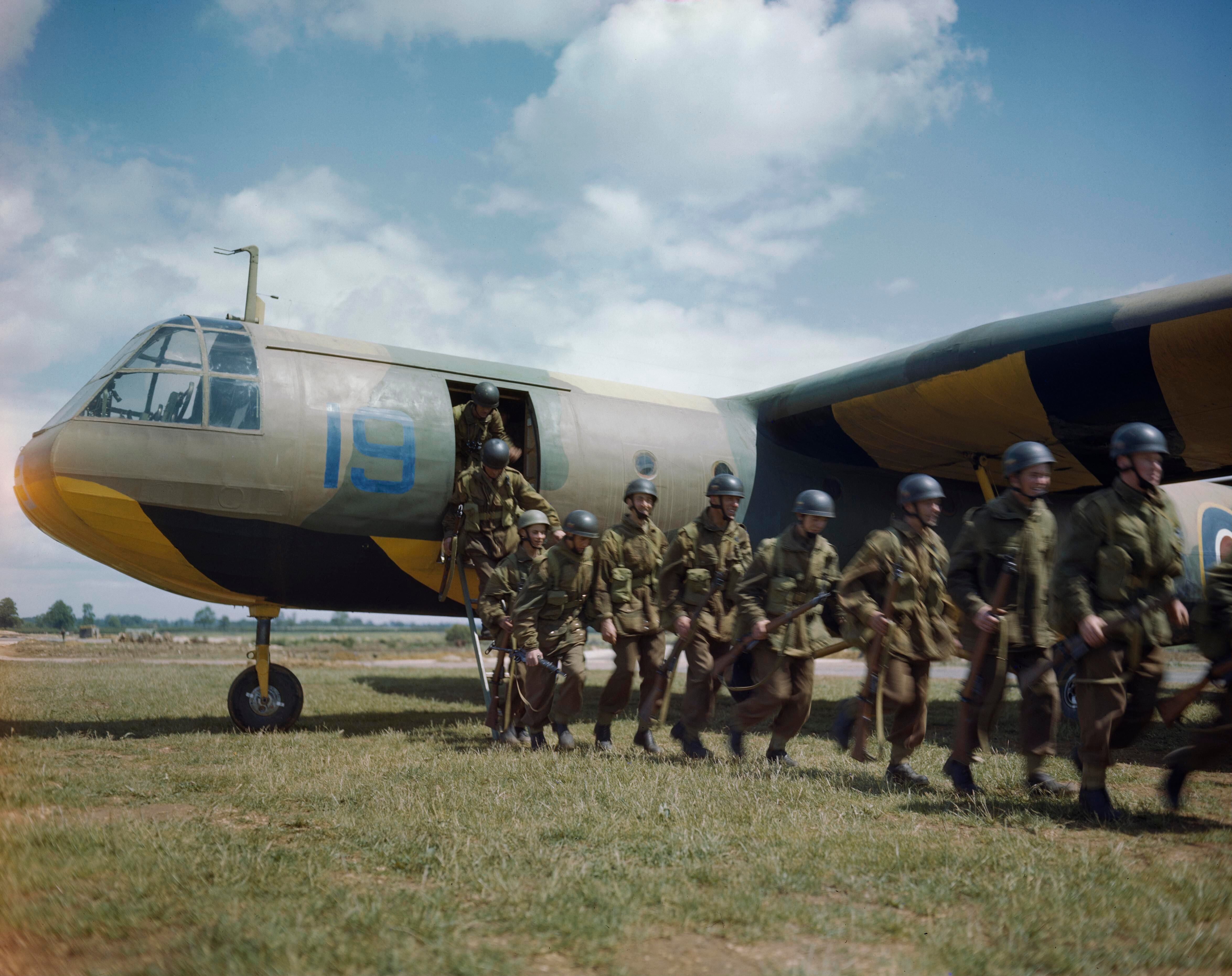
Tropas paracaidistas saliendo de un Horsa Glider de entrenamiento perteneciente al 21 Heavy Glider Conversion Unit en Brize Norton, 4 de junio de 1943. Las bandas diagonales negras sobre amarillo pintadas en las superficies inferiores sirven para indicar que el aparato está remolcando o siendo remolcado, advirtiendo a otros aviones de la existencia de un cable de remolque y de la restricción de ciertas maniobras.

El Horsa fue designado como AS 51 y en un principio fue planeado para el transporte de paracaidistas que saltarían desde puertas instaladas en ambos lados del fuselaje dejando el aterrizaje como tarea secundaria. Sin embargo, esta idea fue pronto rechazada quedando como misión principal la de transportar tropas directamente a tierra. En febrero de 1941 se realizó un pedido inicial de 400 planeadores estimándose que Airspeed Ltd. podría completar el pedido en julio de 1942. También fue propuesta la posibilidad de fabricar otras 400 unidades en la India para ser usados por las unidades aerotransportadas hindúes. Pronto se vio que el coste del transporte de la madera necesaria para su construcción era prohibitivo en tiempos de guerra y el proyecto fue abandonado. Finalmente, el primer prototipo (DG597) arrastrado por un Armstrong Whitworth Whitley despegó el 12 de septiembre de 1942, once meses después de la asignación del proyecto.
El Ministerio del Aire Británico proyectó construir 200 AS 52 Horsa como bombarderos que pudieran transportar 4 bombas de 907 kg en una bodega adaptada al fuselaje central o dos bombas de 1814 kg dentro del fuselaje central. Pero este proyecto fue cancelado habida cuenta de que ya existían bombarderos específicamente diseñados para la función de transportar y arrojar bombas.
La producción del Horsa comenzó a principios de 1942 y en mayo el ejército había encargado 2345 unidades para el uso de operaciones aerotransportadas.  Desde un principio el planeador fue diseñado para ser construido con 30 piezas que una vez montadas formaban una unidad completa. La fabricación del Horsa fue realizada principalmente por fábricas de productos de madera. Por una parte esta decisión permitía que las factorías de aviación se dedicaran a la urgente producción de aviones de combate y por otra, la consiguiente dispersión de las factorías reducían al máximo las pérdidas en caso de ataques aéreos alemanes.
Los primeros 695 planeadores fueron construidos en la factoría Airspeed en Christchurch, Hampshire, fabricando el resto empresas subcontratadas. Entre estas últimas estaban Austin Motors y la empresa fabricante de muebles Harris Lebus. Lógicamente, como las empresas subcontratadas no disponían de aeródromos, los planeadores se enviaban desmontados hasta las unidades de mantenimiento de la RAF donde eran finalmente ensamblados. Entre 3799 y cerca de 5000 Horsa fueron construidos cuando la producción terminó.

## Diseño

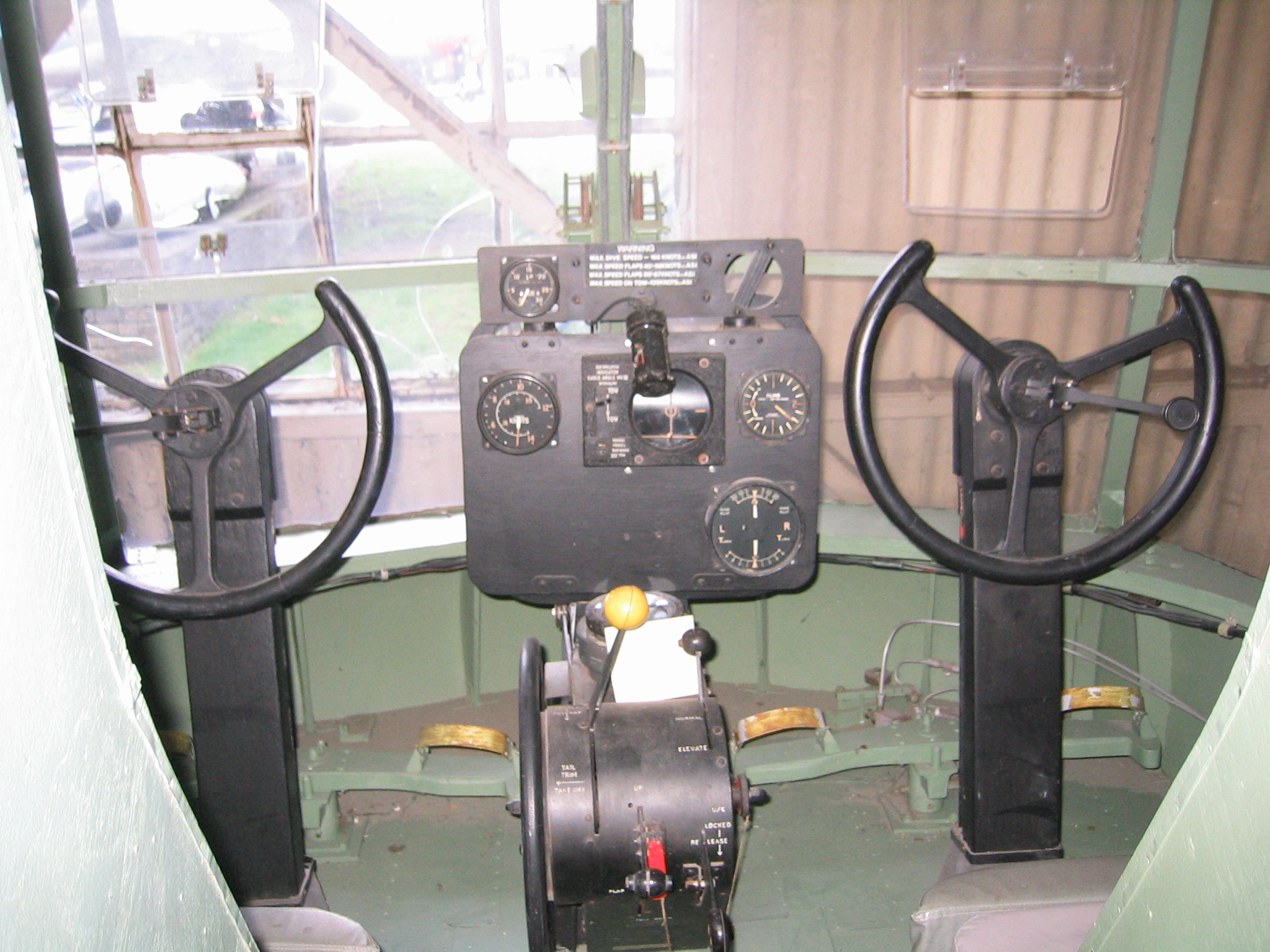
Cabina de vuelo del Airspeed Horsa

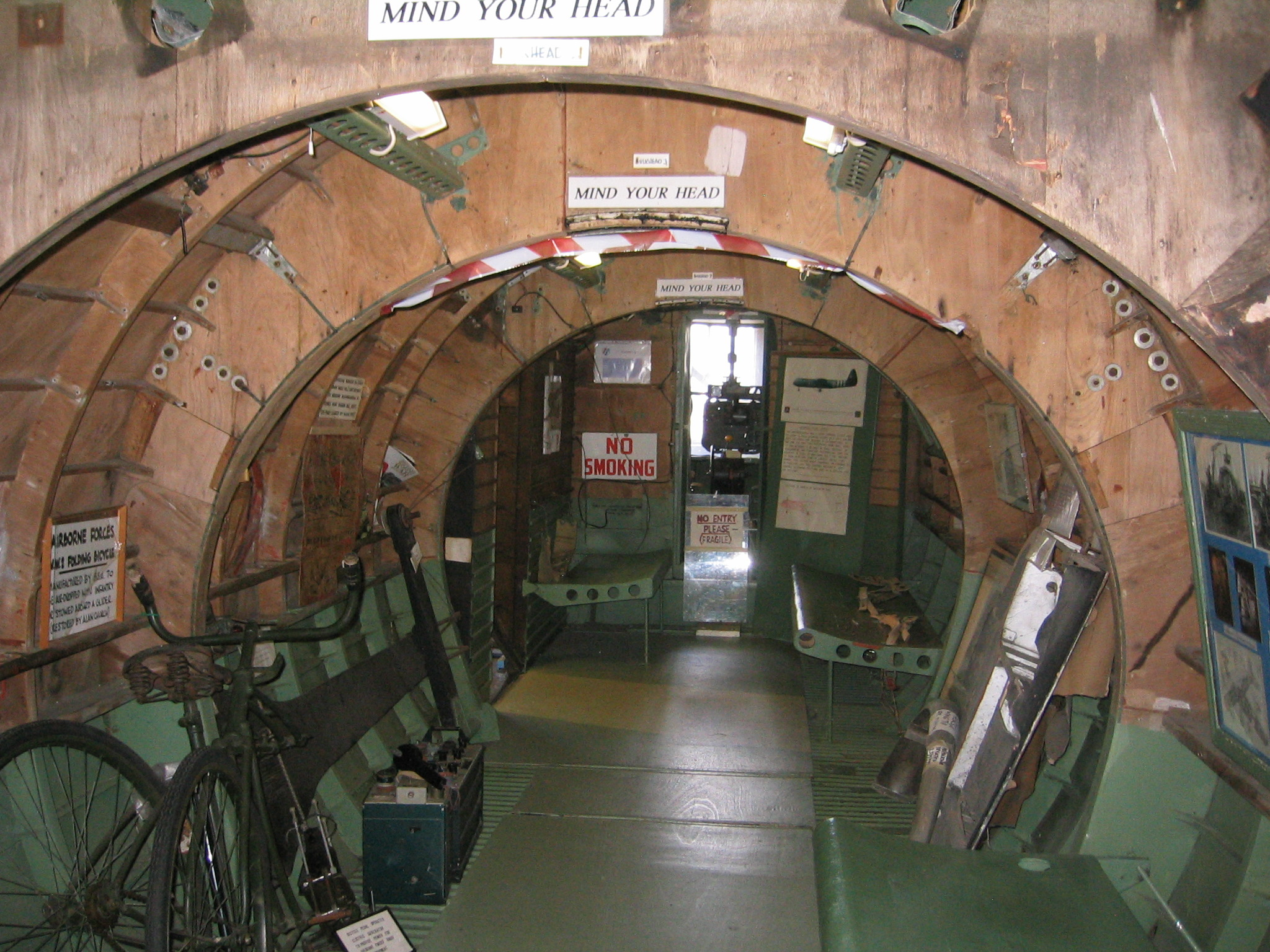
Interior del Airspeed Horsa con bicicleta plegable

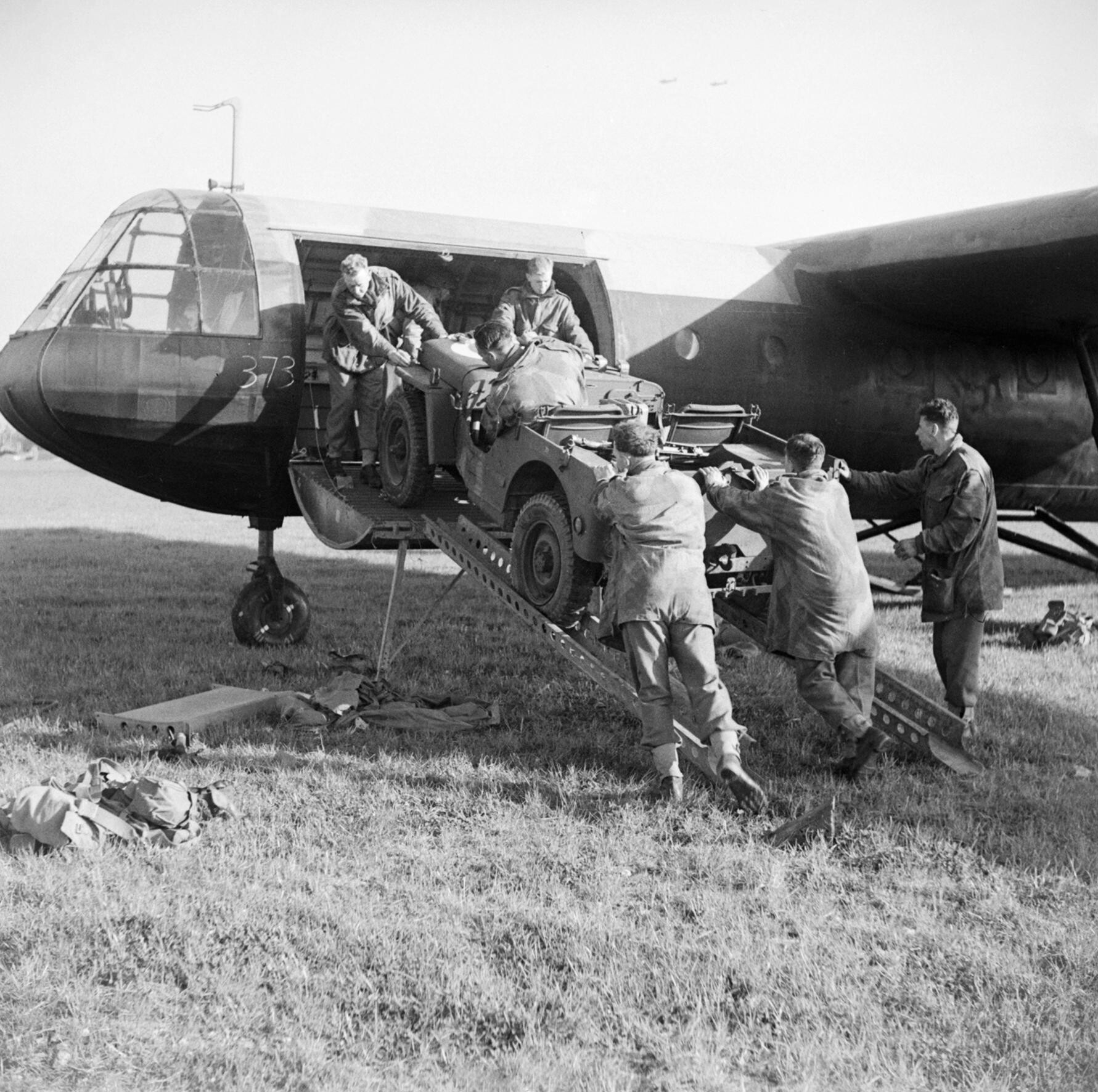
Carga de un Jeep en un Horsa durante unas maniobras (22 de abril de 1944).

El Horsa Mark I tenía 27 m de envergadura y 20 m de longitud con un peso de 6920 kg a plena carga.
Construido enteramente en madera, el Horsa era un monoplano con ala alta cantilever integrada en un fuselaje semi-monocasco lo que permitía disminuir su peso total. El fuselaje estaba constituido por tres partes ensambladas mediante tornillos: La sección delantera albergaba la cabina de los dos pilotos y la puerta principal de carga. La sección central servía para el transporte de tropas o mercancías y la sección trasera que estaba constituida por la cola. El tren de aterrizaje era de tipo triciclo, con una rueda delantera y dos centrales. Este tipo de tren de aterrizaje constituyó otra innovación en el diseño del Horsa ya que hasta el momento los planeadores se desprendían de las ruedas en el despegue y tomaban tierra sobre el propio fuselaje. De todas formas, si alguna misión lo necesitaba, el Horsa podía ser equipado con un tren de aterrizaje eyectable. Todas estas características hicieron del Aispeed Horsa un planeador muy robusto y manejable.
En la parte posterior del ala se sujetaron mediante bisagras unos grandes flaps que proporcionaban la mayor tasa de descenso posible dentro de una velocidad adecuada para el aterrizaje, permitiendo a los pilotos aterrizar sobre espacios muy cortos. La carlinga para los pilotos tenía dos asientos situados en paralelo con doble control de mandos. La gran puerta abisagrada delantera también servía como rampa de carga. El compartimento central podía transportar hasta veinticinco soldados totalmente equipados, sentados de espaldas al fuselaje en bancos situados a lo largo de la cabina. En el lado de estribor existía otra puerta de acceso.  Durante el aterrizaje la junta de la cola con el fuselaje podía romperse lo que proporcionaba otro punto de salida rápida para tropas y equipo. El Horsa estaba también capacitado para llevar contenedores auxiliares de carga fijados debajo de la parte central del ala (hasta tres a cada lado). El último diseño AS 58 Horsa II tenía la sección delantera abatible mediante bisagras, el suelo reforzado y tren delantero con doble rueda. Todo esto facilitó enormemente la carga de vehículos así como soportar mayores cantidades de peso. En el Horsa II el cable de remolque iba enganchado al eje de las ruedas delanteras en vez de a los dos enganches alares.

## Historia operacional
El Horsa era un planeador con más prestaciones que su directo competidor el Waco CG-4 de fabricación estadounidense y conocido por los británicos como Hadrian. Aunque ambos planeadores tenían capacidad para transportar un vehículo tipo Jeep o un cañón QF de 6 libras el Horsa podía transportar hasta 30 soldados, dependiendo de su equipo. 
El Horsa voló por primera vez en misión de combate durante la fallida Operación Freshman realizada en la noche del 19 al 20 de noviembre de 1942 y que consistió en el ataque a la planta alemana de agua pesada situada en Rjukan, Noruega. Los dos planeadores Horsa, cada uno con 15 comandos zapadores y uno de los Halifax remolcadores se estrellaron en Noruega debido al mal tiempo. Los 23 supervivientes de los planeadores estrellados fueron ejecutados por orden directa de Hitler, violando de forma manifiesta la Convención de Ginebra que protege a los prisioneros de guerra frente a las ejecuciones sumarias.
En previsión de ser usados en la futura invasión de Italia, 30 planeadores Horsa fueron remolcados desde Gran Bretaña por bombarderos Halifax hasta el Norte de África, aunque tres se perdieron durante el trayecto. El 10 de julio de 1943, los 27 Horsas restantes participaron en la invasión de Sicilia en el marco de la que fue denominada Operación Husky.
El 6 de junio de 1944, en el desembarco de Normandía, fueron usados centenares de planeadores Horsa tanto en la zona británica de operaciones (Operación Tonga) como en la estadounidense  (Operaciones aerotransportadas estadounidenses en Normandía). Las primeras tropas en tomar tierra en Francia, durante la batalla de Normandía, fueron transportadas en seis Horsa con la misión de capturar mediante un golpe de mano el puente sobre el canal de Caen (Pegasus Bridge) y el puente sobre el río Orne (Horsa Bridge) en el desarrollo de la Operación Deadstick.

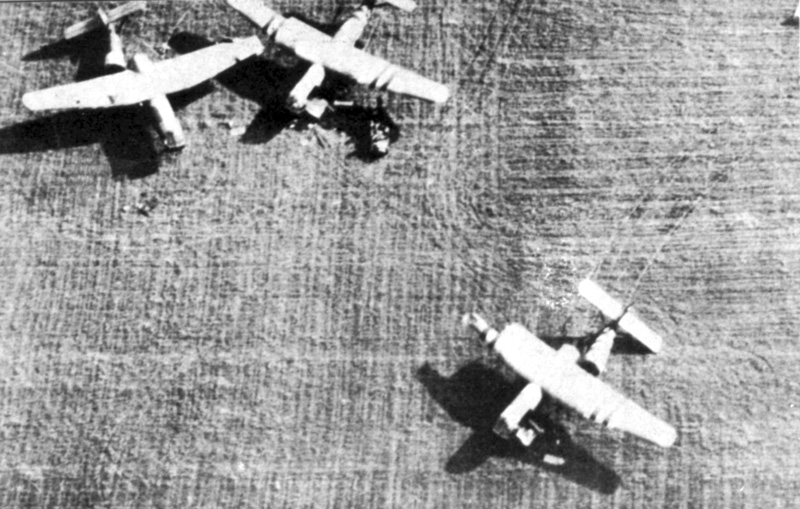
Horsas posados en tierra en Arnhem

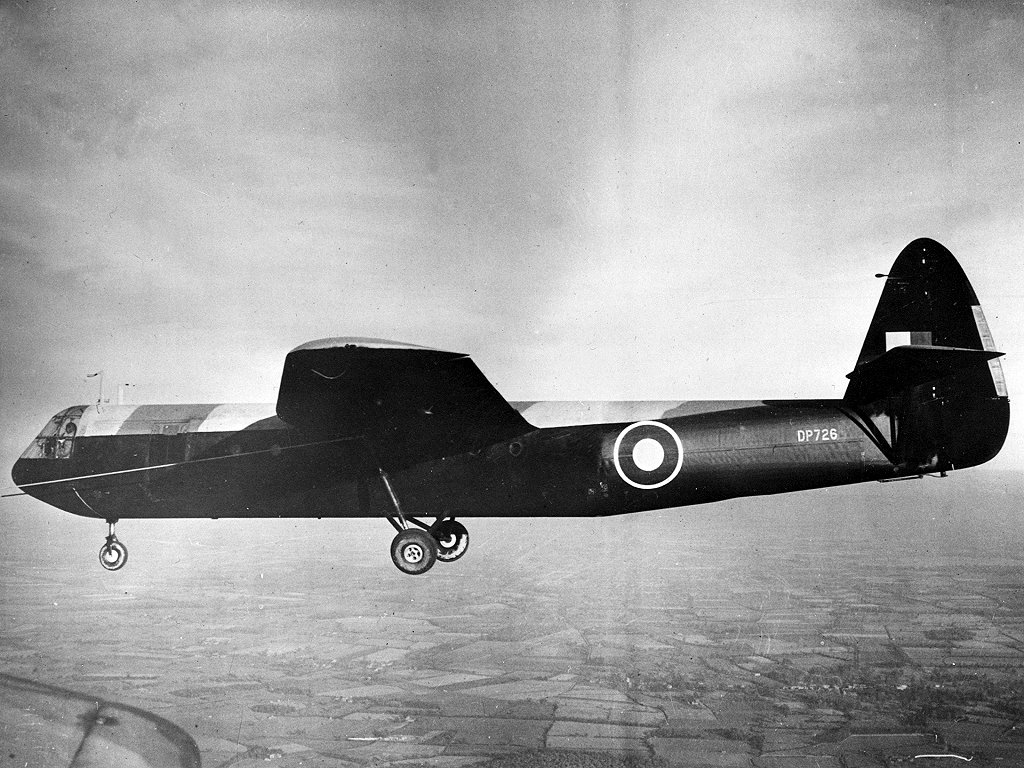
Horsa I siendo remolcado

Durante los desembarcos en el sur de Francia (Operación Dragoon), en agosto de 1944, y la Operación Market Garden, iniciada el 17 de septiembre de 1944 para capturar el puente sobre el río Rin en Arnhem, los planeadores Horsa fueron usados en gran número.
La Operación Varsity, iniciada en marzo de 1945, fue la última misión de combate realizada por los Horsa. Esta vez, 440 planeadores permitieron a los soldados de la 6.ª División Aerotransportada cruzar el Rin.
Durante el transcurso de su vida operativa el Horsa fue remolcado indistintamente por aviones cuatrimotores, como los bombarderos Short Stirling y Handley Page Halifax, y bombarderos bimotores de gran potencia como el Armstrong Whitworth Albemarle y el Armstrong Whitworth Whitley. También se usaron los bimotores norteamericanos de transporte Curtiss C-46 Commando y Douglas C-47 Skytrain/Dakota.
Los planeadores eran arrastrados mediante sogas que eran ancladas a un punto de enganche en cada una de las alas (Horsa Mk I) o al mástil del tren de aterrizaje delantero (Horsa Mk II). En el interior de las gruesas cuerdas de arrastre se encontraba el cable telefónico que servía para comunicar la cabina del avión de arrastre con los pilotos del planeador.
Los pilotos británicos de planeadores generalmente pertenecían al Glider Pilot Regiment (en español: Regimiento de Pilotos de Planeadores) que formaba parte del Army Air Corps (en español: Cuerpo Aéreo del Ejército Británico). De todas formas, pilotos de la RAF también volaron los Horsa en ocasiones.
Durante 1977 se construyeron diez réplicas de Horsa para ser utilizadas en el rodaje de la película A Bridge Too Far, dirigida por Richard Attenborough.
El 5 de junio de 2004, como parte de las conmemoraciones del 60.º aniversario del Día D, el  príncipe Carlos de Inglaterra inauguró una réplica a escala real en el Memorial Pegasus Museum junto con Jim Wallwork, primer piloto en aterrizar sobre suelo francés durante el Día D.

## Variantes
AS.51 Horsa I
Serie de planeadores con puntos de enganche para el cable de arrastre en las alas.
AS.52 Horsa
Horsa para transporte de bombas; proyecto cancelado antes de que empezara la producción.
AS.53 Horsa
Ulterior desarrollo del Horsa, no llevado a cabo.
AS.58 Horsa II
Desarrollo del Horsa con morro abatible mediante bisagras que permitía la carga y descarga de equipo militar, vehículos o piezas de artillería ligeras. El tren de aterrizaje del morro estaba dotado con doble rueda y fijación para el enganche del cable de remolcado en su estructura.

## Operadores
Bélgica
- Ejército Belga - Un solo aparato.

 Canadá
- Royal Canadian Air Force

 India
- Fuerza Aérea India

 Portugal
- Fuerza Aérea Portuguesa

 Turquía
- Fuerza Aérea Turca

 Reino Unido
- Cuerpo Aéreo del Ejército

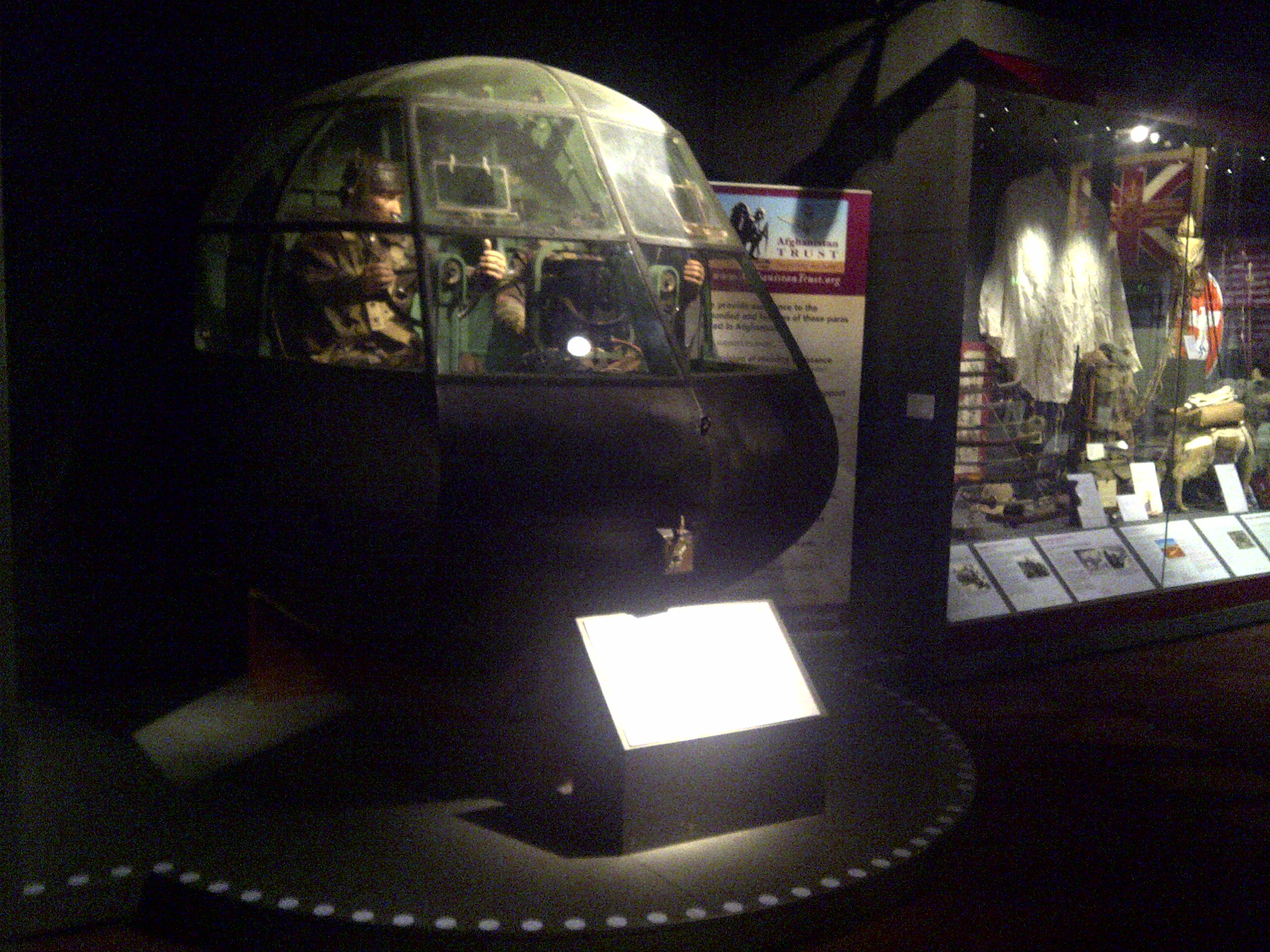
Cabina de un Airspeed Horsa en Duxford

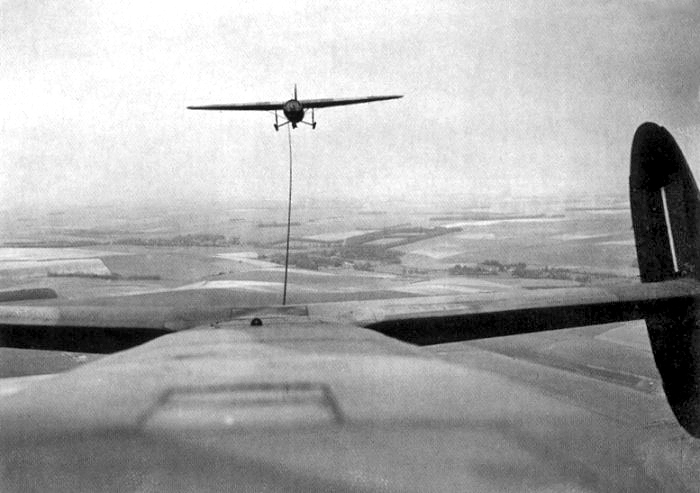
A.W.41 Albemarle remolcando un Horsa

  - Regimiento de pilotos de planeadores
- Real Fuerza Aérea
  - Escuadrón 670 (RAF)

 Estados Unidos
- Fuerzas Aéreas del Ejército de los Estados Unidos

## Supervivientes
Un Airspeed Horsa Mark II (KJ351) se conserva en el Museum of Army Flying de Hampshire, Inglaterra. La Assault Glider Trust ha construido una réplica a partir de planos y piezas originales. Esta réplica no está en condiciones de vuelo.
Otra réplica se encuentra expuesta en la zona exterior del Memorial Pegasus Museum de Ranville, Normandía. Este ejemplar incorpora varios componentes originales y tampoco está en condiciones de vuelo. Justo al lado y protegido, se encuentra parte del fuselaje original de un Horsa participante en las operaciones del Día D.

## Especificaciones

### Características generales
- Tripulación: 2 pilotos
- Capacidad: de 20 a 25 soldados
- Longitud: 20,43 m
- Envergadura: 26,83 m
- Altura: 5,95 m
- Superficie alar: 102,6 m²
- Peso vacío: 3.804 kg
- Peso cargado: 7.045 kg

### Rendimiento
- Velocidad máxima operativa (Vno): 242 km/h remolcado, 160 km/h planeando
- Alcance: km
- Radio de acción: km
- Alcance en combate: km
- Alcance en ferry: km
- Carga alar: 68,7 kg/m²